# Parafia Matki Bożej Częstochowskiej i św. Kazimierza w Majewie
Parafia pw. Matki Bożej Częstochowskiej i św. Kazimierza w Majewie – rzymskokatolicka parafia należąca do dekanatu Sokółka, archidiecezji białostockiej, metropolii białostockiej.

## Historia parafii
Parafię w Majewie erygował 12 grudnia 1919 r. bp Jerzy Matulewicz. Wydzielono ją z parafii Sokolany, Sidra i Janów. Pierwszym proboszczem został ks. Adam Baranowski. Myśl zbudowania kościoła na górze w Majewie wysunął ks. Tadeusz Makarewicz, proboszcz parafii Sokolany w 1907 r. W chwili erygowania parafii nadano jej i świątyni wezwanie Opieki Matki Boskiej i św. Kazimierza. Później zmieniono na Matki Boskiej Częstochowskiej i św. Kazimierza.

## Miejsca kultu
Kościół parafialny
Kościół pw. Matki Bożej Częstochowskiej i św. Kazimierza w Majewie
Projekt świątyni wykonał inż. Marian Behr, właściciel majątku Lisie Nory, zwanych później Pańską Jałówką. Prace rozpoczęto w 1910 r. Do wybuchu I wojny światowej nie zdążono wykończyć murów. Budowę kościoła w latach 1924-1926 doprowadzono do takiego stanu, że można go było poświęcić (grudzień 1926) i zaczęto odprawiać nabożeństwa. Ks. proboszcz Antoni Czechowicz później wykańczał i wyposażał świątynię. W 1930 r. wprowadził do świątyni kopię obrazu Matki Boskiej Częstochowskiej.
Cmentarz grzebalny
Położony 100 m od kościoła, założony w 1919 r., powiększony w 1975 r., pow. 0,5 ha.

## Zasięg parafii
W granicach parafii znajdują się miejscowości: 

- Majewo,
- Chwaszczewo (0,5 km),
- Holiki (2),
- Jałówka (2),
- Kładziewo (5),
- Nowinka (1),
- Nowowola (2),
- Romanówka (4),
- Trzcianka (3,5),
- Wólka (5)

## Proboszczowie
- ks. Adam Baranowski
- ks. Antoni Czechowicz
- ks. Piotr Kirejczyk (2006–2017)[2]
- ks. Piotr Karpiesiuk (2017–2022)[3]
- ks. Marcin Pierzchało (od 2022)[4]